# سیسیل لا گرناد
سیسیل لا گرناد (انگلیسی: Cécile La Grenade؛ زادهٔ ۳۰ دسامبر ۱۹۵۲) یک سیاست‌مدار اهل گرنادا است.